# Monocapa
Monocapa é um tipo de argamassa decorativa para fachadas e paredes. Combina funções de proteção e decoração, diminuindo custo final e a duração da obra. Pode ser utilizada como argamassa para ser aplicada diretamente sobre a alvenaria tendo inúmeras utilizações com bons resultados e efeitos originais.

## Utilização
A aplicação dessa argamassa pode ser mecânica, com o uso de máquinas para projeção de argamassas, ou manual.
Ainda recente no Brasil, o sistema é bastante utilizado em Portugal e toda a Europa com bons resultados. a monocapa poupa as fases de argamassa de chapisco, emboço, reboco, pinturas e texturas.
O sistema monocapa necessita somente do tempo de espera da cura da alvenaria, já que é um produto final, reduzindo em dois terços o tempo de espera de todos os processos supracitados.